# 請戸橋
請戸橋（うけどはし）は、福島県双葉郡浪江町にある道路橋である。

## 概要
- 全長：241.0 m
  - 主径間：42.0 m
- 幅員：6.5（11.5） m
- 形式：6径間PC連結バルブT桁橋
- 竣工：2009年[1][2]
- 施工：ピーエス三菱[3]

浪江町沿岸部にて二級河川請戸川を渡り、福島県道254号長塚請戸浪江線（福島県道391号広野小高線重用区間）を通す。南詰は請戸字舛倉、北詰は棚塩字中舛倉・北幾世橋字荒井前に位置する。請戸川に架かる橋梁としては最下流に位置する。現在の橋は浜街道バイパス建設に伴う電源立地促進工事として2009年に架け替えられたもので、総工費は12億2600万円。橋上は上下対向2車線で供用され、上り線側（下流側）に歩道が設置されている。工場で製作されたプレキャスト桁を架設した後に隙間を場所打ちコンクリートで埋めることで連続桁としている。

## 沿革
- 1914年7月 - 全長91.0 m、幅員3.6 mの橋梁が架けられる[5]
- 1934年 - 先々代の橋梁が架けられる[6]
- 1964年 - 先代の橋梁が架けられる
  - 全長：240.0 m
    - 主径間：29.9 m

  - 幅員：6.0 m
  - 形式：8径間鋼単純活荷重合成鈑桁橋
  - 施工：川田工業[7]
- 2010年 - 現在の橋が架けられる。
- 2011年3月11日 - 東日本大震災に伴う大津波により被災。津波と請戸漁港方面から押し流された家屋の瓦礫などの直撃により欄干などが損壊し、路面上には家屋の屋根が乗り上げていた。また、当時は旧橋梁の撤去工事も行われており、作業用のクレーンなどの重機も押し流された。
- 2022年2月15日 - 旧橋梁跡を含む旧道部分が県道路線認定を解除される[8]。